# Bernard Arnaud
Ne doit pas être confondu avec Bernard Arnault.
Jean-Baptiste, Bernard, Antoine Arnaud ou d'Arnaud, né le 20 août 1768 à Perpignan (Roussillon), mort le 26 janvier 1839 dans cette même ville, est un homme politique français. Il est maire de Perpignan puis député des Pyrénées-Orientales.

## Biographie
Issu d'une famille noble, son père est avocat à Perpignan. Bernard Arnaud se marie en 1794. Il est l'un des plus riches propriétaires fonciers du département. Il occupe plusieurs postes : conseiller général (1807-1814), conseiller municipal puis maire de Perpignan (1804-1809 puis 1809-1813) sous l'Empire, conseiller de préfecture à partir de 1813, il fait office de préfet pendant de courtes durées lors des périodes de crises (début des Cent-Jours, puis après la révolution de Juillet 1830). Il est député en 1815-1816.
Il a deux filles, qui épousent toutes deux de futurs maires de Perpignan : Marie-Thérèse se marie avec Hyppolyte Desprès et Joséphine avec Eugène Jouy d'Arnaud qui fut également maire de Carcassonne et député de l'Aude.

## Mandats
- 1804 - 1809 : Conseiller municipal de Perpignan ;
- 1809 - 5 avril 1813 : Maire de Perpignan ;
- 1807 - 1814 : Conseiller général ;
- 22 août 1815 - 5 septembre 1816 : Député des Pyrénées-Orientales (minorité modérée)[1].

## Fonctions
- 20 avril 1813 - 22 août 1815 puis 5 septembre 1816 - 19 septembre 1838 : Conseiller de préfecture ;
- 5 avril 1815 - ? : Fait office de préfet quelques jours après le départ de Louis-Joseph Duhamel ;
- Août 1830 : Préfet par intérim après la Révolution de Juillet.